# Coupe de France de football 1933-1934
Navigation
Coupe de France 1932-1933 Coupe de France 1934-1935
L'édition 1933-1934 de la Coupe de France de football voit le sacre du FC Sète devant l'Olympique de Marseille.
Il s'agit de la deuxième Coupe de France remportée par les joueurs sétois. Également vainqueurs du championnat, ils signent le premier doublé coupe-championnat de l'histoire du football français depuis l'apparition du professionnalisme.

## Résultats

### 3etour
Le 3e tour se joue le 29 octobre 1933.

### 4etour
Les rencontres se sont déroulées le dimanche 19 novembre 1933.
| Division                   | Club                          | Score       | Club                    | Division                 |
| -------------------------- | ----------------------------- | ----------- | ----------------------- | ------------------------ |
| Division 1 (D1)            | SC Fives                      | 6 - 1       | SC Aniche               | DH - Nord (D3)           |
| PH - Nord (D4)             | Stade roubaisien              | 3 - 2       | AS Cheminots Sotteville |                          |
| PH - Nord (D4)             | SO Caudry                     | 4 - 1       | USA Clichy              | D1 District - Paris (D5) |
| PH - Nord (D4)             | JS Desvres                    | 0 - 0 a. p. | RC Arras                | DH - Nord (D3)           |
| PH - Nord (D4)             | Carabiniers de Billy-Montigny | 0 - 1       | Le Havre AC             | Division 2 (D2)          |
| DH - Nord (D3)             | ES Bully-les-Mines            | 7 - 1       | SC Lourches             | PH - Nord (D4)           |
| DH - Nord (D3)             | US Bruay-la-Buissière         | 2 - 1       | US Le Vésinet           | PH - Paris (D4)          |
| PH - Nord (D4)             | US Auchel                     | 0 - 4       | Olympique lillois       | Division 1 (D1)          |
| DH - Nord (D3)             | IC Lille                      | 6 - 1       | JA Saint-Ouen           | DH - Paris (D3)          |
| Division 2 (D2)            | Amiens AC                     | 10 - 1      | AF La Garenne-Colombes  | PH - Paris (D4)          |
| DH - Nord (D3)             | US Boulogne                   | 3 - 2       | FC Levallois            | D1 District - Paris (D5) |
| DH - Nord-Est (D3)         | US Deux-Vireux                | 10 - 2      | Stade héninois          | DH - Nord (D3)           |
| PH - Nord (D4)             | AS Raismes                    | 2 - 2 a. p. | US Forbach              | DH - Lorraine (D3)       |
| DH - Lorraine (D3)         | Sportive thionvilloise        | 1 - 1 a. p. | US Valenciennes-Anzin   | Division 2 (D2)          |
| DH - Alsace (D3)           | FC Colmar                     | 1 - 5       | FC Metz                 | Division 2 (D2)          |
| DH - Alsace (D3)           | FC Saint-Louis                | 5 - 0       | US Annemasse            | DH - Lyonnais (D3)       |
| DH - Alsace (D3)           | CA Mulhouse                   | 5 - 1       | Stade de l'Est          | DH - Paris (D3)          |
| DH - Bourgogne (D3)        | AS Valentigney                | 3 - 1       | CS Stiring-Wendel       |                          |
|                            | US Belfort                    | 1 - 2       | UL Moyeuvre-Grande      | DH - Lorraine (D3)       |
| Division 1 (D1)            | CA Paris                      | 4 - 1       | CS Avion                | PH - Nord (D4)           |
| PH - Paris (D4)            | CA Vitry                      | Remis       | Énergie troyenne        | PH - Nord-Est (D4)       |
| PH - Paris (D4)            | SO Est-SAP                    | 2 - 5       | RC Lens                 | DH - Nord (D3)           |
| DH - Paris (D3)            | CA Montreuil                  | 1 - 3       | ES Hayange              | DH - Lorraine (D3)       |
| DH - Paris (D3)            | CO Billancourt                | 4 - 2       | US Pérenchies           | PH - Nord (D4)           |
| DH - Nord-Est (D3)         | SC Reims                      | 5 - 3       | CASG Paris              | DH - Paris (D3)          |
| PH - Paris (D4)            | Stade Enghien-Ermont          | 6 - 0       | CS Honfleur             | DH - Normandie (D3)      |
| DH - Normandie (D3)        | US Quevilly                   | 3 - 1       | SC Abbeville            | DH - Nord (D3)           |
| DH - Normandie (D3)        | SM Caen                       | 2 - 3       | Stade français          | DH - Paris (D3)          |
| PH - Ouest (D4)            | Stade morlaisien              | 2 - 2 a. p. | US Douarnenez           | DH - Ouest (D3)          |
| PH - Ouest (D4)            | Lorient-Sports                | 0 - 2       | AS Brest                | DH - Ouest (D3)          |
| DH - Ouest (D3)            | Drapeau de Fougères           | 2 - 1       | AS Cherbourg-Stella     | DH - Normandie (D3)      |
| Division 2 (D2)            | US Servannais-et-Malouine     | 7 - 0       | AS Cheminots de l'État  |                          |
| DH - Centre-Ouest (D3)     | ES La Rochelle                | 1 - 3       | SC Bastidienne          | Division 2 (D2)          |
| DH - Centre (D3)           | ASPO Tours                    | 2 - 5       | EA Guingamp             |                          |
| DH - Auvergne (D3)         | AS Moulins                    | 2 - 2 a. p. | US Suisse               | Division 2 (D2)          |
| DH - Sud-Est (D3)          | AC Arles                      | 1 - 3       | FC Mulhouse             | Division 2 (D2)          |
| Division 2 (D2)            | AS Saint-Étienne              | 4 - 0       | ES Juvisy               | PH - Paris (D4)          |
| Division 2 (D2)            | FC Lyon                       | 2 - 3       | FC Bischwiller          | DH - Alsace (D3)         |
| Division 2 (D2)            | Olympique alésien             | 6 - 0       | AS Huningue             | DH - Alsace (D3)         |
|                            | CA Château-Gombert            | 2 - 4       | SC Saint-Étienne        | DH - Lyonnais (D3)       |
|                            | SC Cogolin                    | 0 - 8       | Olympique de Marseille  | Division 1 (D1)          |
|                            | UC Bagnols                    | Remis       | AS Monaco               | Division 2 (D2)          |
| D1 District - Sud-Est (D5) | Olympique de Menton           | 2 - 2 a. p. | Hyères FC               | Division 2 (D2)          |
| Division 2 (D2)            | SO Béziers                    | 7 - 0       | FC Bordeaux             | DH - Sud-Ouest (D3)      |
| DH - Midi (D3)             | US Cazères                    | 5 - 2       | Stade pessacais         |                          |
| DH - Sud-Ouest (D3)        | Stade bordelais UC            | 0 - 4       | Angers SCO              | DH - Ouest (D3)          |
| Division 2 (D2)            | Deportivo Bordeaux            | 6 - 3       | US Tramways Marseille   |                          |
| DH - Centre (D3)           | AC Amboise                    | 4 - 5       | CO Cholet               |                          |
| Matches rejoués            |                               |             |                         |                          |
| PH - Nord (D4)             | JS Desvres                    | 0 - 2       | RC Arras                | DH - Nord (D3)           |
| PH - Nord (D4)             | AS Raismes                    |             | US Forbach              | DH - Lorraine (D3)       |
| DH - Lorraine (D3)         | Sportive thionvilloise        | 0 - 5       | US Valenciennes-Anzin   | Division 2 (D2)          |
| PH - Paris (D4)            | CA Vitry                      | 0 - 2       | Énergie troyenne        | PH - Nord-Est (D4)       |
| PH - Ouest (D4)            | Stade morlaisien              | 7 - 4       | US Douarnenez           | DH - Ouest (D3)          |
| DH - Auvergne (D3)         | AS Moulins                    | 0 - 10      | US Suisse               | Division 2 (D2)          |
|                            | UC Bagnols                    | 3 - 2       | AS Monaco               | Division 2 (D2)          |
| D1 District - Sud-Est (D5) | Olympique de Menton           | 1 - 1 a. p. | Hyères FC               | Division 2 (D2)          |

### Trente-deuxièmes de finale
Les rencontres se sont déroulées le dimanche 10 décembre 1933.
| Division           | Club                   | Score       | Club                      | Division            |
| ------------------ | ---------------------- | ----------- | ------------------------- | ------------------- |
| Division 1 (D1)    | Olympique lillois      | 6 - 0       | SC Reims                  | DH - Nord-Est (D3)  |
| DH - Nord (D3)     | RC Lens                | 5 - 0       | US Deux-Vireux            | DH - Nord-Est (D3)  |
| DH - Nord (D3)     | RC Arras               | 3 - 1       | SC Fives                  | Division 1 (D1)     |
| Division 2 (D2)    | US Valenciennes-Anzin  | 0 - 1       | CA Paris                  | Division 1 (D1)     |
| Division 1 (D1)    | Excelsior AC           | 1 - 0       | CO Billancourt            | DH - Paris (D3)     |
| Division 2 (D2)    | US Tourcoing           | 5 - 2 a. p. | IC Lille                  | DH - Nord (D3)      |
| Division 2 (D2)    | Le Havre AC            | 5 - 1       | SC Caudry                 | PH - Nord (D4)      |
| Division 2 (D2)    | FC Rouen               | 5 - 1       | Stade roubaisien          | PH - Nord (D4)      |
| DH - Paris (D3)    | Stade français         | 3 - 4       | SO Montpellier            | Division 1 (D1)     |
| Division 2 (D2)    | US Suisse              | 1 - 3       | OGC Nice                  | Division 1 (D1)     |
| Division 2 (D2)    | Red Star Olympique     | 0 - 1       | FC Saint-Louis            | DH - Alsace (D3)    |
| PH - Nord-Est (D4) | Énergie troyenne       | 0 - 2       | Amiens AC                 | Division 2 (D2)     |
|                    | US Forbach             | 2 - 3       | AS Saint-Étienne          | Division 2 (D2)     |
| DH - Lorraine (D3) | UL Moyeuvre-Grande     | 0 - 3       | RC Strasbourg             | Division 2 (D2)     |
| DH - Lorraine (D3) | ES Hayange             | 3 - 0       | US Boulogne               | DH - Nord (D3)      |
| Division 2 (D2)    | FC Metz                | 0 - 1       | US Bruay-la-Buissière     | DH - Nord (D3)      |
| Division 2 (D2)    | FC Mulhouse            | 3 - 1       | ES Bully-les-Mines        | DH - Nord (D3)      |
| DH - Alsace (D3)   | FC Bischwiller         | 1 - 3       | FC Antibes                | Division 1 (D1)     |
| Division 1 (D1)    | FC Sochaux-Montbéliard | 5 - 1       | CA Mulhouse               | DH - Alsace (D3)    |
| PH - Ouest (D4)    | Stade morlaisien       | 0 - 4       | Stade rennais UC          | Division 1 (D1)     |
|                    | EA Guingamp            | 1 - 5       | RC Paris                  | Division 1 (D1)     |
| DH - Ouest (D3)    | AS Brest               | 3 - 5       | Club français             | Division 2 (D2)     |
| DH - Ouest (D3)    | Angers SCO             | 1 - 3       | RC Roubaix                | Division 2 (D2)     |
|                    | CO Cholet              | 0 - 3       | US Quevilly               | DH - Normandie (D3) |
| DH - Ouest (D3)    | Drapeau de Fougères    | 0 - 5       | US Servannais-et-Malouine | Division 2 (D2)     |
|                    | SC Saint-Étienne       | 0 - 3       | SO Béziers                | Division 2 (D2)     |
|                    | UC Bagnols             | 1 - 2       | Olympique alésien         | Division 2 (D2)     |
| Division 1 (D1)    | SC Nimes               | 7 - 0       | AS Valentigney            | DH - Bourgogne (D3) |
| Division 1 (D1)    | FC Sète                | 10 - 0      | Deportivo Bordeaux        | Division 2 (D2)     |
| Division 1 (D1)    | AS Cannes              | 4 - 3       | Hyères FC                 | Division 2 (D2)     |
| Division 2 (D2)    | SC Bastidienne         | 2 - 4       | Stade Enghien-Ermont      | PH - Paris (D4)     |
| Division 1 (D1)    | Olympique de Marseille | 14 - 1      | US Cazères                | DH - Midi (D3)      |

### Seizièmes de finale
Les rencontres se sont déroulées le dimanche 7 janvier 1934.
| Division        | Club                   | Score       | Club                      | Division            |
| --------------- | ---------------------- | ----------- | ------------------------- | ------------------- |
| Division 2 (D2) | FC Rouen               | 2 - 1       | Olympique alésien         | Division 2 (D2)     |
| Division 2 (D2) | AS Saint-Étienne       | 6 - 0       | US Servannais-et-Malouine | Division 2 (D2)     |
| Division 1 (D1) | AS Cannes              | 3 - 0       | OGC Nice                  | Division 1 (D1)     |
| Division 1 (D1) | RC Paris               | 4 - 1       | RC Strasbourg             | Division 2 (D2)     |
| Division 1 (D1) | CA Paris               | 3 - 2       | SC Nimes                  | Division 1 (D1)     |
| Division 1 (D1) | SO Montpellier         | 1 - 0       | FC Sochaux-Montbéliard    | Division 1 (D1)     |
| DH - Nord (D3)  | RC Arras               | 1 - 0       | Le Havre AC               | Division 2 (D2)     |
| Division 2 (D2) | FC Mulhouse            | 3 - 2       | Stade Enghien-Ermont      | PH - Paris (D4)     |
| Division 2 (D2) | Amiens AC              | 5 - 0       | RC Lens                   | DH - Nord (D3)      |
| Division 1 (D1) | Stade rennais UC       | 3 - 1       | FC Antibes                | Division 1 (D1)     |
| Division 1 (D1) | Olympique de Marseille | 2 - 0       | Club français             | Division 2 (D2)     |
| Division 1 (D1) | Olympique lillois      | 1 - 0       | FC Saint-Louis            | DH - Alsace (D3)    |
| Division 1 (D1) | FC Sète                | 3 - 0       | SO Béziers                | Division 2 (D2)     |
| Division 2 (D2) | RC Roubaix             | 2 - 0       | US Bruay-la-Buissière     | DH - Nord (D3)      |
| Division 1 (D1) | Excelsior AC           | 4 - 1       | ES Hayange                | DH - Lorraine (D3)  |
| Division 2 (D2) | US Tourcoing           | 4 - 1 a. p. | US Quevilly               | DH - Normandie (D3) |

### Huitièmes de finale
Les huitièmes de finale se jouent le 4 février 1934. Le matches à rejouer le 11 février.
| Équipe 1                    | Score      | Équipe 2                  | Lieu                               | Spectateurs |
| Amiens SC (D2)              | 4 - 1      | CA Paris (D1)             | (Tourcoing)                        | 2 000       |
| FC Rouen (D2)               | 1 - 0      | Excelsior AC Roubaix (D1) | Stade Buffalo (Montrouge)          | 20 à 25 000 |
| FC Sète (D1)                | 1 - 0      | SO Montpellier (D1)       | Stade Fernand Bouisson (Marseille) |             |
| Olympique lillois (D1)      | 6 - 0      | RC Paris (D1)             | (Le Havre)                         | 10 000      |
| Olympique de Marseille (D1) | 2 - 1      | FC Mulhouse (D2)          | Stade de la Plaine (Lyon)          | 5 à 6 000   |
| RC Roubaix (D2)             | 0 - 0 a.p. | Arras Football (DH)       | Stade Moulonguet (Amiens)          |             |
| RC Roubaix (D2)             | 2 - 0      | Arras Football (DH)       | (Tourcoing)                        |             |
| Stade rennais UC (D1)       | 2 - 0      | AS Cannes (D1)            | Stade de Suzon (Talence)           | 7 à 8 000   |
| US Tourcoing (D2)           | 1 - 1 a.p. | AS Saint-Étienne (D2)     | (Mulhouse)                         |             |
| US Tourcoing (D2)           | 4 - 3      | AS Saint-Étienne (D2)     | Stade Tivoli (Strasbourg)          | 2.000       |

### Quarts de finale
Les quarts de finale se jouent le 4 mars 1934. Le match à rejouer le 18 mars.
| Équipe 1                    | Score      | Équipe 2              | Lieu                                    | Spectateurs |
| FC Sète (D1)                | 3 - 0      | Amiens SC (D2)        | Stade Geoffroy-Guichard (Saint-Étienne) | stade plein |
| Olympique lillois (D1)      | 3 - 0      | US Tourcoing (D2)     | Parc Jean-Dubrulle (Roubaix)            | 15 à 18 000 |
| Olympique de Marseille (D1) | 2 - 2      | Stade rennais (D1)    | Parc des Princes (Paris)                | 20 à 24 000 |
| Olympique de Marseille (D1) | 4 - 0      | Stade rennais UC (D1) | Stade de la Meinau (Strasbourg)         | 10 à 15 000 |
| RC Roubaix (D2)             | 3 - 2 a.p. | FC Rouen (D2)         | Le Havre                                | 25 à 28 000 |

### Demi-finales
Les demi-finales se jouent le 8 avril 1934.
| Équipe 1                    | Score | Équipe 2               | Lieu                          | Spectateurs |
| FC Sète (D1)                | 1 - 0 | Olympique lillois (D1) | Stade olympique (Colombes)    | 20 à 22 000 |
| Olympique de Marseille (D1) | 1 - 0 | RC Roubaix (D2)        | Stade des Iris (Villeurbanne) | 8 à 9 000   |

### Finale

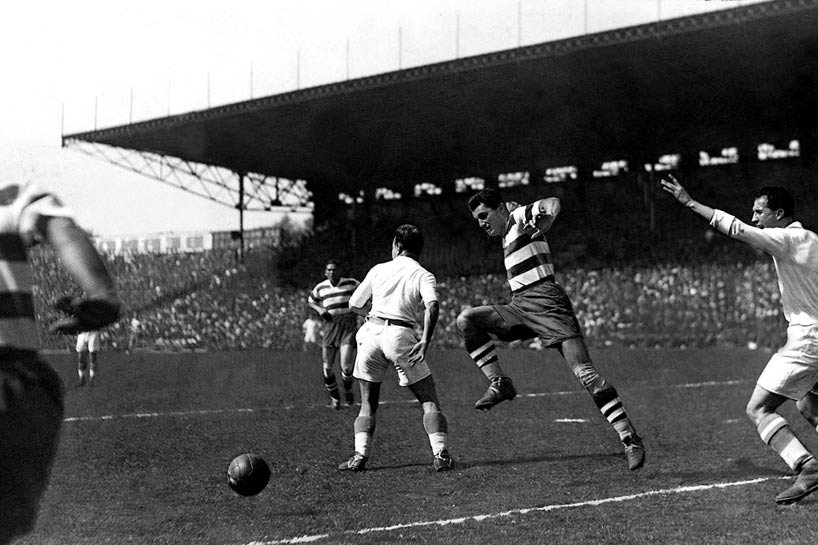
Istvan Lukacs, buteur décisif pour sa seule saison au FC Sète en 1933-1934.

| Clubs     | FC Sète - Olympique de Marseille |
| Score     | 2 - 1 |
| Date      | 6 mai 1934 |
| Stade     | Stade olympique, Colombes 40 600 spectateurs - Recette : 490 524 F |
| Arbitre   | Jules Baert |
| Buts      | Zermani (2e) pour l'Olympique de Marseille, Lukacs (22e, 75e) pour le FC Sète. |
| Sète      | René Llense - Joseph Hillier, Vincent Gasco, Louis Gabrillargues, Marcel Bukovi - Yves Dupont, Jules Monsallier, Yvan Bek (cap.), Istvan Lukacs - Marcel Miquel, Ali Benouna. Entraîneur : René Dedieu          |
| Marseille | Laurent Di Lorto - Henry Conchy, Max Conchy, Max Charbit, Leopold Drucker, René Schillemann - Émile Zermani, Joseph Alcazar, Jean Boyer (cap.) - Joseph Eisenhoffer, Willy Kohut. Entraîneur : Vinzenz Dittrich |